# All That We Have Now
All That We Have Now è il secondo album in studio della band giapponese Fear, and Loathing in Las Vegas, pubblicato l'8 agosto 2012.
Dall'album sono stati tratti i videoclip di Scream Hard as You Can, Crossover, Ley-Line e Just Awake (in una versione registrata appositamente in lingua inglese).
All'inizio del 2012 la canzone Just Awake è stata inoltre scelta come sigla di chiusura dell'anime Hunter × Hunter per i primi 26 episodi.

## Tracce
1. Acceleration – 3:08
2. Scream Hard as You Can – 3:57
3. Crossover – 3:12
4. How Old You are Never Forget Your Dream – 3:58
5. Interlude I – 2:01
6. Just Awake – 3:39
7. Defeat and Beat – 3:08
8. In the End, the Choice is All Yours – 3:54
9. Ley-Line – 3:51
10. Interlude II – 2:11
11. Don't Suffer Alone – 3:43

## Formazione
- So - voce, screaming
- Minami – voce, screaming, growl, tastiera
- Sxun - chitarra elettrica
- Taiki - chitarra elettrica
- Kei - basso
- Tomonori - batteria